# Xăng ether
Xăng ête, ête dầu hỏa hay tên thông dụng dung môi cao su (benzine) là một nhóm các hydrocarbon lỏng dễ cháy và dễ bay hơi, được sử dụng chủ yếu để làm dung môi. Xăng ête thu được từ chưng cất phân đoạn dầu mỏ như là sản phẩm trung gian giữa xăng naphta nhẹ hơn và dầu hỏa nặng hơn. Nó có khối lượng riêng khoảng 0,7 đến 0,8 khối lượng riêng của nước tùy thuộc vào thành phần của nó. Xăng ête là hỗn hợp của các alkan, ví dụ như pentan C5H12, hexan C6H14 và heptan C7H16 v.v có nhiệt độ sôi khoảng 60-70 °C (140-160 °F).